# Alexander Toril

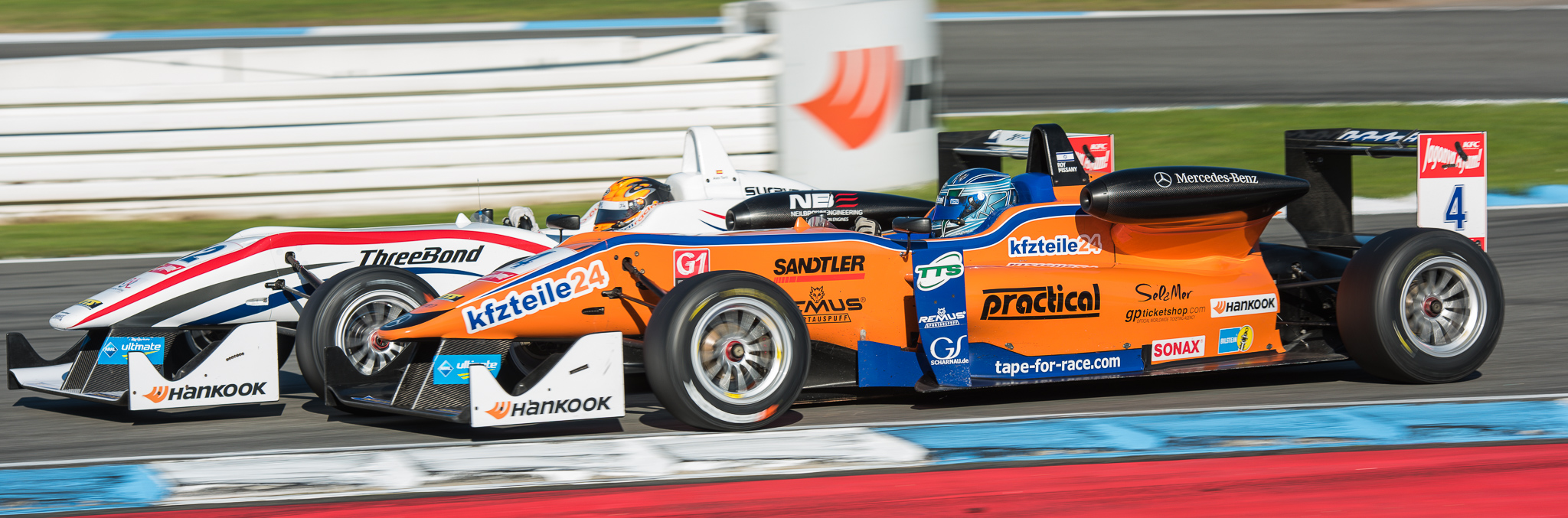
Alexander Toril (links) und Roy Nissany bei einem Formel-3-Rennen auf dem Hockenheimring 2014

Alexander Toril Boquoi (* 25. Juli 1996 in Córdoba) ist ein spanischer Automobilrennfahrer. Er verwendete zu Beginn seiner Karriere den Namen Alexander Boquoi. Seit 2013 tritt er als Alexander Toril an.

## Karriere
Toril begann seine Motorsportkarriere 2003 im Kartsport, in dem er bis 2010 aktiv blieb. 2011 wechselte er in den Formelsport und startete in der französischen F4-Meisterschaft. 2012 erhielt Toril ein Cockpit bei Cedars in der European F3 Open. Er wechselte während der Saison zu RP Motorsport. Mit einem achten Platz als bestem Ergebnis erreichte er den 18. Gesamtrang. 2013 blieb Toril bei RP Motorsport in der European F3 Open. Er wurde viermal Dritter und verbesserte sich auf den fünften Platz in der Fahrerwertung, während seine Teamkollegen Sandy Stuvik und Santiago Urrutia Zweiter bzw. Vierter wurden.
2014 wechselte Toril in die europäische Formel-3-Meisterschaft zu Threebond with T-Sport, dem einzigen Rennstall, der Motoren von Neil Brown Engineering (NBE) verwendete. Toril wurde einmal Zehnter und beendete die Saison auf dem 26. Gesamtrang. Mit 3 zu 1 Punkten unterlag er damit seinem Teamkollegen Spike Goddard. Darüber hinaus ging Toril bei einem Rennwochenende der Euroformula Open, der umbenannten European F3 Open, für EmiliodeVillota Motorsport an den Start. Dabei kam er bei jedem Rennen in die Top-10.
2015 wechselte Toril in den GT-Sport. Er wurde 24. im Porsche Supercup und mit einer Podest-Platzierung 13. im deutschen Porsche Carrera Cup. 2016 war Toril ohne festes Engagement. Er trat nur zum 24-Stunden-Rennen auf dem Nürburgring an, bei dem er einen Klassensieg erzielte. Anfang 2017 folgte ein Klassensieg beim 24-Stunden-Rennen von Dubai.

## Statistik

### Karrierestationen
| - 2003–2010: Kartsport - 2011: Französische F4 - 2012: European F3 Open (Platz 18) | - 2013: European F3 Open (Platz 5) - 2014: Europäische Formel 3 (Platz 26) - 2014: European F3 Open (Platz 17) | - 2015: Porsche Supercup (Platz 24) - 2015: Deutscher Porsche Carrera Cup (Platz 13) |

### Einzelergebnisse in der europäischen Formel-3-Meisterschaft
| Jahr | Team                   | Motor | 1   | 2   | 3   | 4   | 5   | 6   | 7   | 8   | 9   | 10  | 11  | 12  | 13  | 14  | 15  | 16  | 17  | 18  | 19  | 20  | 21  | 22  | 23  | 24  | 25  | 26  | 27  | 28  | 29  | 30  | 31  | 32  | 33  | Punkte | Rang |
| ---- | ---------------------- | ----- | --- | --- | --- | --- | --- | --- | --- | --- | --- | --- | --- | --- | --- | --- | --- | --- | --- | --- | --- | --- | --- | --- | --- | --- | --- | --- | --- | --- | --- | --- | --- | --- | --- | ------ | ---- |
| 2014 | Threebond with T-Sport | NBE   | SIL | SIL | SIL | HO1 | HO1 | HO1 | PAU | PAU | PAU | HUN | HUN | HUN | SPA | SPA | SPA | NOR | NOR | NOR | MOS | MOS | MOS | SPI | SPI | SPI | NÜR | NÜR | NÜR | IMO | IMO | IMO | HO2 | HO2 | HO2 | 1      | 26.  |
| 2014 | Threebond with T-Sport | NBE   | DNF | 19  | 14  | 16  | 19  | 20  | DNF | 16  | DNF | 12  | 22  | 18  | DNF | 19* | 14  | 16  | 18  | 12  |     |     |     | 17  | 10  | DNF | 18  | 16  | 12  | DNF | DNF | 15  | 21  | 16  | 21* | 1      | 26.  |